# Garnotia tenella
Garnotia tenella là một loài thực vật có hoa trong họ Hòa thảo. Loài này được (Arn. ex Miq.) Janowski mô tả khoa học đầu tiên năm 1921.